# Conotrachelus homonymus
Conotrachelus homonymus – gatunek chrząszcza z rodziny ryjkowcowatych.

## Zasięg występowania
Ameryka Południowa, występuje w Brazylii.

## Budowa ciała
Ciało wydłużone. Przednia krawędź pokryw znacznie szersza od przedplecza, zakończona po bokach ostrogą. Ciało pokryte rzadkimi kępkami długiej szczecinki.